# Salean A. Maiwald

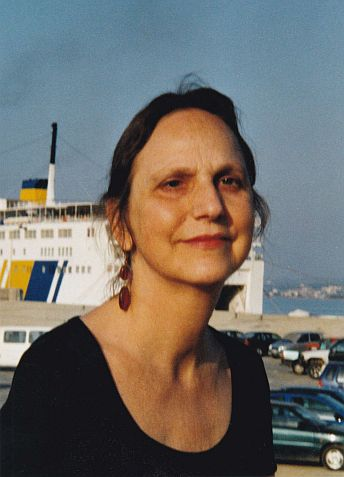
Salean A. Maiwald

Salean A. Maiwald (* 21. Juli 1948 als Angelika Maiwald in Wuppertal) ist eine deutsche Schriftstellerin und Malerin.

## Leben
Angelika Maiwald wuchs in Wuppertal auf, wo sie nach der Volksschule eine Lehre als Anwaltsgehilfin absolvierte und anschließend als solche arbeitete. 1972 machte sie das Abitur auf dem Abendgymnasium in Stuttgart, danach studierte sie von 1972 bis 1982 Theologie und Psychologie in Tübingen und nahm an Mal- und Druckgrafikkursen des Zeicheninstituts der Eberhard-Karls-Universität teil. 1990 wurde sie zum Doktor der Philosophie an der FU Berlin promoviert. Seit 1982 arbeitet Maiwald als Salean A. Maiwald und freiberufliche Autorin, war daneben bis 2009 aber auch als Malerin tätig, u. a. mit zahlreichen Ausstellungen in Deutschland, Griechenland und Israel.

## Wirken
Nach ihrer 1997 begonnenen Ausbildung zur Poesiepädagogin am Institut für Kreatives Schreiben der Alice-Salomon-Hochschule Berlin gab Maiwald von 1999 bis 2004 als Dozentin der Akademie des Frauenforums für Kunst und Kultur e. V. in Leutkirch im Allgäu Kurse für kreatives Schreiben.
Parallel dazu reiste sie in dieser Zeit zur Vorbereitung eines Buchprojekts mehrfach zu längeren Aufenthalten nach Israel, wo sie u. a. Interviews mit Alice Schwarz-Gardos, Gründerin der deutschsprachigen „Israel-Nachrichten“, Gabriel Bach, stellvertretender Ankläger im Eichmann-Prozess und Jacob Pins, Maler und Dozent an der Bezalel Academy of Arts and Design in Jerusalem führte.
Ebenfalls ab 1999 war Maiwald bis 2009 Mitglied der Berliner Künstlergruppe Meshulash, mit der zusammen sie zahlreiche Ausstellungen u. a. „Re-Generation“ im ehem. Berliner Haupttelegrafenamt (2002), „Mendels Söhne & Töchter“ im Jüdischen Gemeindehaus (2004), „Eden sucht Eden“ im Stadtbad Oderberger Straße (2006) und „Sündenbock“ im Centrum Judaicum (2007) bestritt und außerdem Redaktionsmitglied des 1999 bis 2002 von Meshulash herausgegebenen Europäisch-Jüdischen Magazins GOLEM war.
Daneben leitete sie von 2000 bis 2007 auch die Rundtisch-Gespräche zum deutsch-jüdischen Dialog in der Berliner „alpha nova-kulturwerkstatt & galerie futura“.

## Bibliografie

### Eigene Werke
- Der fehlende Akt in der Kunst von Frauen – Psychoanalytische Betrachtungen eines Tabus. überarbeitete Dissertation. Verlag Peter Lang, Bern 1993, ISBN 3-631-45843-6.
- Von Frauen enthüllt – Aktdarstellungen durch Künstlerinnen vom Mittelalter bis zur Gegenwart. AvivA Verlag, Berlin 1999, ISBN 3-932338-05-7. (übersetzt ins Koreanische, Darunwoori Publishing, Seoul 2002)
- Mitlesebuch 60. Lyrik. Aphaia Verlag, Berlin 2003.
- Aber die Sprache bleibt – Begegnungen mit deutschstämmigen Juden in Israel. 2. Auflage. Karin Kramer Verlag, Berlin 2009, ISBN 978-3-87956-327-2.
- Schwebebahn zum Mond. Roman. konkursbuch Verlag, Tübingen 2017, ISBN 978-3-88769-590-3.
- Ölbaum. Gedichte. Mit Linolschnitten von Steffen Büchner, Lyrik-Edition NEUN, Bd. 18, Verlag der 9 Reiche Berlin, 2023, ISBN 978-3-948999-18-6.

### Beiträge in Anthologien(nur neuere)
- Granatapfelsaft. In: daheim & unterwegs. Hrsg. VS Verband deutscher Schriftsteller, Verlag vbb, Berlin 2016, ISBN 978-3-945256-65-7.
- Der Berg Athos. In: Andreas Deffner (Hrsg.): Griechische Einladung in die Musik. Größenwahn Verlag, Frankfurt am Main 2017, ISBN 978-3-95771-150-2.
- Ein Atemzug. In: Poesiealbum neu. Vom Glück. Gedichte. Hrsg. GzL Gesellschaft für zeitgenössische Lyrik. edition kunst & dichtung, Leipzig 2018,  ISSN 2193-9683.
- Höhenflüge. In: Anton G. Leitner, Melanie Arzenheimer (Hrsg.): DAS GEDICHT #26: Der poetische Dreh / Wendepunkt. Verlag Anton G. Leitner, Weßling 2018.[7]
- Die Botschaft. In: Anton G. Leitner (Hrsg.): Der Himmel von morgen. Gedichte über Gott und die Welt. Reclam-Verlag, Stuttgart 2018, ISBN 978-3-15-011051-5.
- Die Eule der Athena. In: Entführung in die Antike. Hrsg. Steffen Marciniak. PalmArtPress 2020 Berlin. ISBN 978-3-96258-039-1.
- Wie eh und je. In: Anton G. Leitner, Christoph Leisten (Hrsg.): DAS GEDICHT #27: Dichter an die Natur. Verlag Anton G. Leitner, Weßling 2019, ISBN 978-3-929433-85-2.
- Geburtstag 1972. In: Poesiealbum neu: New-York. Gedichte. Hrsg. GzL Gesellschaft für zeitgenössische Lyrik; edition kunst & dichtung, Leipzig 2019. ISSN 2193-9683.
- Meine Sprache. In: Ihre Papiere bitte! Gedichte. Hrsg. VS Verband deutscher Schriftsteller Berlin. Hirnkost-Verlag 2020, ISBN 978-3-948675-06-6.

### Mitherausgeberschaften
- Helena's Schwestern – Frauen reisen und leben in Griechenland. Hrsg. Renate Baum, unter Mitarbeit von Salean A. Maiwald. Verlag Kleine Schritte, Trier 1987, ISBN 3-923261-12-8.
- Konkurskuch 43: Scham. Hrsg. mit Sigrun Casper u. a. konkursbuch Verlag, Tübingen 2005, ISBN 3-88769-243-8.

## Auszeichnungen
- 1. Preis beim III. Gedichtwettbewerb der Bibliothek deutschsprachiger Gedichte, München 2000.[8]